# Dichromodes disputata
Dichromodes disputata är en fjärilsart som beskrevs av Walker 1861. Dichromodes disputata ingår i släktet Dichromodes och familjen mätare. Inga underarter finns listade i Catalogue of Life.